# Тетий Факунд
Тетий Факунд (на латински: Tettius Facundus) е политик и сенатор на Римската империя през началото на 4 век.
Вероятно е роднина с Верназий Факунд, префект на Египет през 161 г.
По времето на император Константин I Велики на 1 януари 336 г. Факунд става консул заедно с Непоциан.